# Vicente de Lemos
Vicente Simões Pereira de Lemos nasceu em 28 de outubro de 1850. Filho de Vicente Herculano de Lemos Duarte e Bernardina de Sena de Lemos Duarte. 
De 1896 até 1904 foi membro da Comissão Revisora do Código Penal do Estado.  O desembargador Vicente de Lemos foi uma figura atuante na questão de limites entre o estado do Ceará e do Rio Grande do Norte, sendo nomeado pelo então governador Alberto Maranhão para examinar e colher documentos nos arquivos públicos dos estados de Pernambuco e do Rio de Janeiro referentes aos limites entre os estados.
Em 1908 foi designado para superintender os trabalhos da mudança e remodelação do Arquivo do Estado do Rio Grande do Norte.
Em sua homenagem, o memorial do Tribunal de Justiça do Rio Grande do Norte foi nomeado, em 2000, Memorial da Justiça Desembargador Vicente de Lemos.

## Carreira
Estudou humanidades no Colégio das Artes e se formou Bacharel em Ciências Jurídicas e Sociais no ano de 1873.
Antes de ingressar na magistratura na então província do Rio Grande do Norte
ocupou os cargos:
- 1874 - Promotor Público em Ipu e Maria Pereira no Ceará
- 1874 - 1878 - Promotor Público em Macau
- 1878 - 1882 - Juiz Municipal e de Órfãos em Caicó
- 1885 - 1886 - Promotor Público em Açu
- 1887 - Promotor Público em Mossoró
- 1887 - 1889 - Novamente em Açu
- 1890 - Juiz de Casamento na Comarca de Natal

Em 01 de julho de 1892, em uma das salas do Palácio do Congresso foi instalado o Tribunal de Justiça do Estado do Rio Grande do Norte onde o juiz de direito Vicente de Lemos prestou seu compromisso perante ao Tribunal, vindo a se tornar Desembargador do referido Tribunal já no regime Republicano dia 24
de agosto de 1898.

## O IHGRN
Em 1902, dez anos depois da fundação do Tribunal,  o Desembargador Vicente Simões Pereira de Lemos lidera a fundação do Instituto Histórico e Geográfico do Rio Grande do Norte. Foi também não só fundador do Instituto Histórico e Geográfico, como também foi presidente de 1910 a 1916.

## Obras
- 1903 - Apontamentos sobre a questão de limites entre o Ceará e o Rio Grande do Norte
- 1912 - Capitães Mores e Governadores do Rio Grande do Norte